# الدوري الذهبي 2000
تنافس على المليون دولار في الدوري الذهبي لسنة 2000، 8 رياضين و6 رياضيات خلال 7 محطات.
يجب الفوز ب 5 محطات على الأقل لنيل جائزة المليون دولار.

## المحطات
| # | محطة   | المدينة | الدولة  | التاريخ  |
| - | ------ | ------- | ------- | -------- |
| 1 | أوسلو  | أوسلو   | النرويج | 23 يونيو |
| 2 | روما   | روما    | إيطاليا | 30 يونيو |
| 3 | باريس  | باريس   | فرنسا   | 28 يوليو |
| 4 | موناكو | موناكو  | موناكو  | 4 أغسطس  |
| 5 | زوريخ  | زوريخ   | سويسرا  | 18 أغسطس |
| 6 | بروكسل | بروكسل  | بلجيكا  | 25 أغسطس |
| 7 | برلين  | برلين   | ألمانيا | 1 سبتمبر |

## الفائزون
| سنة  | الفائز          | الفعالية          | الحصة                    |
| ---- | --------------- | ----------------- | ------------------------ |
| 2000 | هشام الكروج (2) | 1500 متر - المايل | سبيكة الذهب تزن 12.5 كجم |
| 2000 | موريس غرين      | 100 متر           | سبيكة الذهب تزن 12.5 كجم |
| 2000 | ترين هاتيستاد   | رمي الرمح         | سبيكة الذهب تزن 12.5 كجم |
| 2000 | تاتيانا كوتوفا  | الوثب الطويل      | سبيكة الذهب تزن 12.5 كجم |